# Сагудаты
Сагудаты (также сагудаи, сакудаи) — южнославянское племя, населявшее с VII века Пелопоннес, в VIII—XI веках нашей эры — полуостров Халкидики на Балканах. 

## История
Сагудаты заняли небольшую территорию между хорошо укреплённым греческим городом Салоники с одной стороны и византийской крепостью-монастырём Афон с другой. Из-за их нашествия сухопутное сообщение между этими крепостями Константинополем было нарушено, и связи со столицей поддерживались долгое время только по морю. Район расселения сагудатов получил название Сагудатия, которую византийцы презрительно именовали Субделития. Некоторое время сакудаи сохраняли традиционные славянские верования, постепенно замещая их православными обрядами, перенимаемыми у греков. К началу XI века, когда начался упадок южнославянской государственности, эти земли вновь вернулись в состав Византийской империи, хотя сагудаты подняли восстание в годы правления Михаила III (842—867), но были разгромлены. В 1081—1118 гг. византийские власти выселили сагудатов из окрестностей Афона в Вифинию (Малая Азия). Так, в 1204 году имеется упоминание о существовании посёлка Сагудаи близ азиатского города Никея. По-видимому, сагудаты сначала подверглись эллинизации, а затем вошли в состав современной турецкой народности.